# Tregnago
Tregnago is een gemeente in de Italiaanse provincie Verona (regio Veneto) en telt 4862 inwoners (31-12-2004). De oppervlakte bedraagt 37,4 km², de bevolkingsdichtheid is 130 inwoners per km².
De volgende frazioni maken deel uit van de gemeente: Cogollo, Finetti, Marcemigo, Scoronano.

## Demografie
Tregnago telt ongeveer 1755 huishoudens. Het aantal inwoners steeg in de periode 1991-2001 met 5,2% volgens cijfers uit de tienjaarlijkse volkstellingen van ISTAT.
| Jaar | Inwoneraantal |
| ---- | ------------- |
| 1991 | 4656          |
| 2001 | 4896          |

## Geografie
Tregnago grenst aan de volgende gemeenten: Badia Calavena, Cazzano di Tramigna, Illasi, Mezzane di Sotto, San Giovanni Ilarione, San Mauro di Saline, Verona, Vestenanova.

## Geboren
- Mauro Finetto (10 mei 1985), wielrenner
- Andrea Guardini (12 juni 1989), wielrenner